# 東九州龍谷高等学校
東九州龍谷高等学校（ひがしきゅうしゅうりゅうこくこうとうがっこう）は、大分県中津市大字中殿にある私立高等学校。龍谷総合学園加盟校である。長らく校名は、扇城高等学校であったが、1997年（平成9年）に校名を改称した。東龍（とうりゅう）とも称されており、高校スポーツの報道でもそのような略称が使われている。

## 概要
女子バレーボール部は全国屈指の強豪校で、扇城時代には前人未踏の年間無敗を達成したこともある（その年は春高、インターハイ、国体諸々の全ての大会で優勝し、当時のメンバーには市民栄誉賞が贈られた）。他の運動部も活発に活動している。
所在地の中津市は福岡県との県境に位置するため、福岡県東部（行橋市・豊前市・築上郡・京都郡・北九州市）などから通学する学生も多い。
浄土真宗系の高校である事から、宗教に関連した年間行事も数多く行われ、授業でも「宗教」の科目がある。特筆すべき点は、大分県で唯一の宗教部があり、校内の宗教行事で活動している。また入学式と卒業式は記念館の電灯を消して、音楽を交えながら厳粛に進行するという、独特な形式で行なわれる。
進学実績では龍谷総合学園加盟校である東九州短期大学、龍谷大学、筑紫女学園大学などに進学する生徒もいる。その他に九州北部の大学、短期大学、専門学校に多くの生徒が進学しており、特別進学コースでは九州大学などの国公立大学や、慶應義塾大学や早稲田大学などの難関私立大学に進学する生徒もいる。就職実績では大分県・福岡県を中心に一般企業や公務員等に就職している。

## 学科
- 普通科
  - 特別進学コース
  - 総合選択コース(2018年度より普通コースから改変)
- 食物科
- 衛生看護科

## 沿革
- 1899年2月6日 - 中津城内に扇城女学校開校
- 1923年3月31日 - 扇城高等女学校認可
- 1931年7月22日 - 扇城家政女学校認可
- 1948年4月15日 - 学制改革により扇城中学校認可、5月26日には扇城高等学校（普通科・家政科）も認可
- 1951年3月9日 - 学校法人扇城学園認可
- 1967年1月23日 - 中津女子短期大学(現・東九州短期大学)認可
- 1969年3月26日 - 食物科設置（調理師養成施設指定）
- 1978年4月1日 - 衛生看護科設置、准看護学校指定。
- 1994年4月1日 - 家政科を生活文化科に改称
- 1997年4月1日 - 男女共学化、東九州龍谷高等学校と校名改称

## 部活動
- 女子バレー部は強豪で、インターハイで扇城時代を通じて4度優勝しているほか、3月の旧春高バレー(全国高等学校バレーボール選抜優勝大会)で扇城時代を通じて5度優勝、2005 - 10年まで6年連続ベスト4以上の成績を誇り、中でも2008 - 10年には女子唯一の3連覇を達成している。2009年の黒鷲旗においては、V・プレミアリーグのパイオニアにセットカウント1-3で敗れはしたものの1セットを取る健闘を見せた。また天皇杯・皇后杯ではV・プレミアリーグのNECをセットカウント3-2で、パイオニアをセットカウント3−1で下して準決勝に進出した。2011、12年の全日本バレーボール高等学校選手権大会で優勝、インターハイは2009年まで選手権大会を兼ねたため選手権としては6度優勝、「春高バレー（2010年までは選抜大会を指した）」としては6連覇となった。全国タイトルは計19回（選手権7、国体4、総体3、選抜5）である。
- 女子卓球部も全国大会の常連となっている。

## 著名な出身者

### バレーボール
- 栄絵里香
- 芥川愛加
- 長岡望悠
- 鍋谷友理枝
- 戸江真奈
- 及川真夢
- 加藤光
- 山城愛心
- 鏡原叶悠
- 吉岡美晴
- 田口絢佳
- 中川美柚
- 合屋咲希
- 梅津憂理
- 荒木彩花
- 室岡莉乃
- 永富有紀
- 江藤直美
- 島崎みゆき
- 森山淳子
- 楠原千秋
- 小玉佐知子
- 吉田あい
- 河村めぐみ
- 木村有希
- 南早希
- 川原麻実
- 片下恭子
- 河合由貴
- 松浦寛子
- 梶原雪路
- 衛藤智美
- 村田しおり
- 筒井さやか
- 宇田沙織
- 吉丸夏菜枝
- 竹内あか里
- 比金桃子
- 田浦優歌
- 岩坂名奈
- 比金みなみ
- 熊本比奈
- 西村弥菜美
- 平山詩嫣
- 岡部詩音

### その他
- 山本ルミ（看護師）

## 著名な教職員
- 相原昇（教頭・バレーボール部監督[2]）

## 交通アクセス
- 日豊本線中津駅北口から徒歩5分。